# Legio IV Flavia Felix

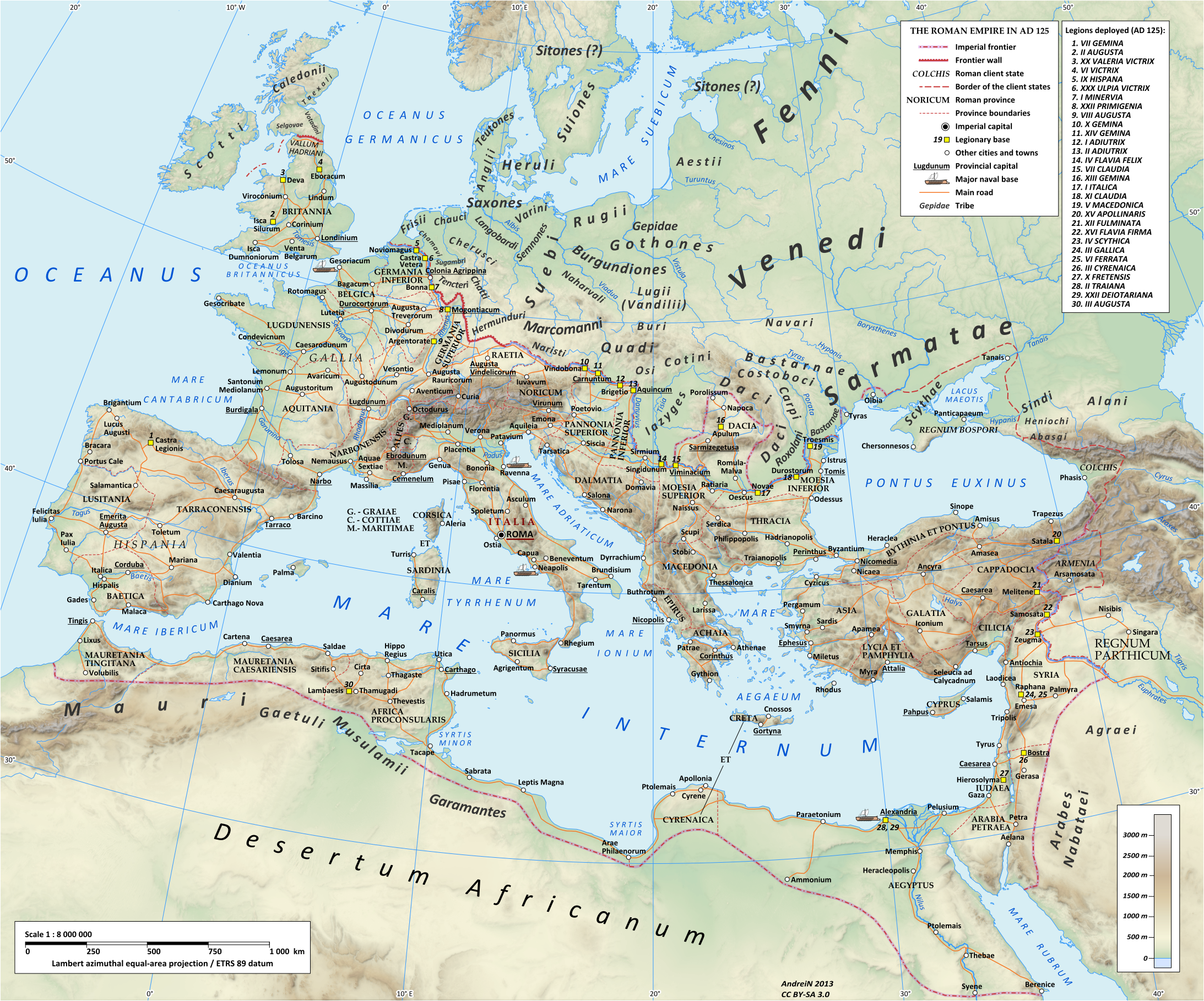
Kaart van het Romeinse rijk in 125 n.Chr.

Legio IV Flavia Felix was een Romeins legioen geformeerd door Vespasianus in 70 n.Chr. De kern bestond uit resten van Legio IV Macedonia. Het legioen was actief in Moesia Superior in de eerste helft van de vierde eeuw. Het symbool van het legioen was een leeuw.
Tijdens de Bataafse opstand vocht IV Macedonia voor keizer Vespasianus, maar de keizer wantrouwde zijn manschappen, waarschijnlijk omdat IV Macedonia Vitellius had gesteund twee jaar eerder. Daarom werd IV Macedonia opgeheven, en een nieuw vierde legioen, genaamd Flavia Felix, werd opgericht door de keizer, die het legioen zijn nomen gaf, Flavia. Omdat het symbool van het legioen een leeuw is, is het waarschijnlijk geformeerd in juli of augustus.
IV Flavia Felix was gelegerd in Burnum, Dalmatië, waar het XI Claudia verving. Na de Dacische invasie in 86 n.Chr. verplaatste Domitianus het legioen naar Singidunum, Moesia Superior.
In 88 n.Chr. nam IV Flavia Felix deel aan vergeldingsacties in Dacia. Het nam ook deel aan de Dacische oorlogen van Trajanus, en won de Tweede slag bij Tapae. Het legioen deed ook mee aan het beslissende gevecht, namelijk de inname van de Dacische hoofdstad Sarmizegetusa.
In de Marcomannenoorlog (166 n.Chr. tot 180 n.Chr.) vocht IV Flavia Felix langs de Donau tegen Germaanse stammen.
Na de dood van keizer Pertinax steunde het legioen Septimius Severus tegen Pescennius Niger en Clodius Albinus.
Het heeft waarschijnlijk gevochten tegen de Sassaniden, maar bleef ten minste tot de eerste helft van de vierde eeuw in Moesia Superior.

## Trivia
- Dit Romeinse legioen is te zien in de film Gladiator, waar in de eerste scène Maximus Decimus Meridius de commandant was.